# Dauno
Dauno (latín: Daunus), en la mitología romana, era el rey de los rútulos, que vivían en el Lacio.
En la Eneida de Virgilio, la única fuente sobre Dauno, es hijo del dios Pilumno, consorte de la divinidad Venilia y padre del héroe rútulo Turno (enemigo de Eneas) y de la ninfa de la primavera Yuturna. Es hermano de Amata, esposa del rey Latino y madre de Lavinia, esposa de Eneas.
Virgilio da pocas indicaciones sobre este Dauno. Es difícil saber si, en su espíritu, es la misma persona que Daunio, rey epónimo de los daunios de Apulia. Daunia está muy lejos del Lacio; sin embargo, hay que señalar que Virgilio hace de Mesapo -cuyo nombre recuerda al de los mesapios, vecinos de los daunios- un aliado de Turno, aunque declara que Mesapo es etrusco. También hay tradiciones antiguas que sitúan a los daunios en el Lacio o que envían a Diomedes, el héroe griego que se convirtió en yerno de Dauno, al Lacio.
De Vulcano recibió una espada endurecida en las aguas del Estigia, que su hijo blandió en la batalla contra Eneas y fue derrotado. 